# Edvard Mikaelian
Edvard Mikaelian (armeniska: Էդվարդ Միքայէլյան), född den 25 maj 1950 i Jerevan, Armenien, är en sovjetisk gymnast.
Han ingick i det sovjetiska lag som tog OS-silver i lagmångkampen i samband med de olympiska gymnastiktävlingarna 1972 i München.